# Lô Trúc

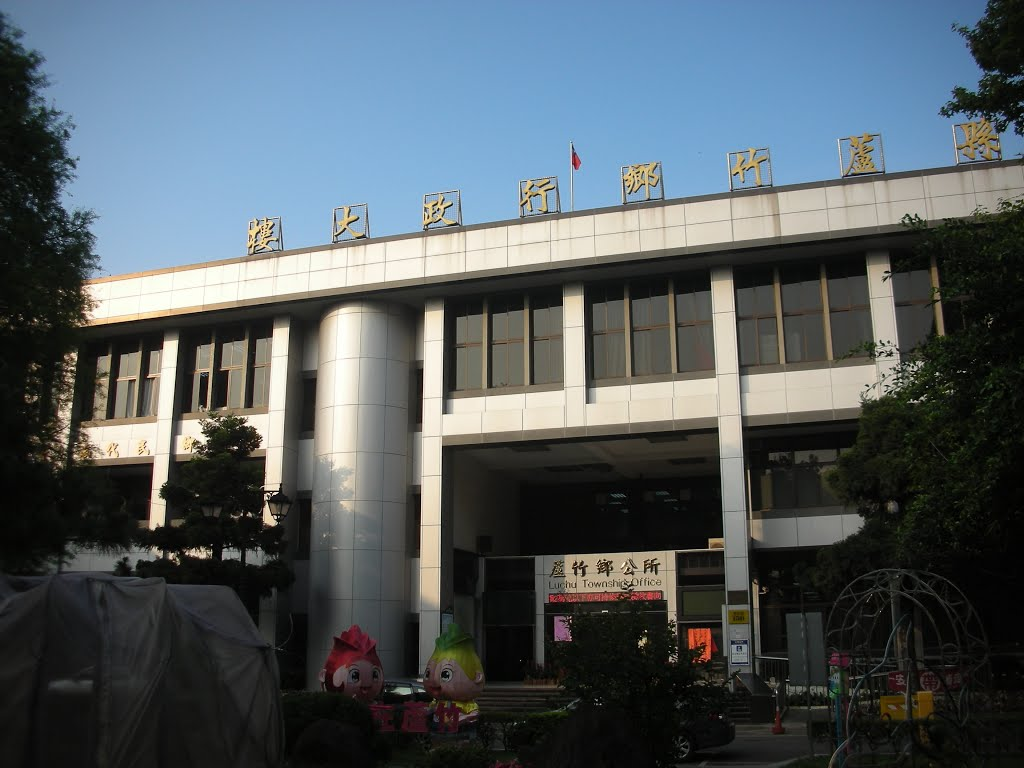
Văn phòng Lô Trúc Khu

Lô Trúc (tiếng Trung: 蘆竹區; bính âm: Lúzhú Qū) là một khu của thành phố Đào Viên, Đài Loan.

## Lịch sử
Vào ngày 3 tháng 6 năm 2014, Lô Trúc được nâng cấp thành huyện hạt thị từ đơn vị hương của huyện Đào Viên. Vào ngày 25 tháng 12 năm 2014, nó một lần nữa được nâng cấp thành khu gọi là Lô Trúc Khu thuộc thành phố Đào Viên.

## Địa lý
- Diện tích: 75,50 km2 (29,15 dặm vuông Anh)[1]
- Dân số: 155.626 (tháng 1 năm 2016)[2]

## Giao thông

### Tàu điện ngầm Đào Viên
- Ga Khanh Khẩu
- Ga Sơn Tị